# Монталто Марина
Монталто Марина је насеље у Италији у округу Витербо, региону Лацио.
Према процени из 2011. у насељу је живело 395 становника. Насеље се налази на надморској висини од 5 м.